# Tatjana Vidmer
Tatjana Viktorovna Vidmer (Russisch: Татьяна Викторовна Видмер; geboortenaam: Бокарева; Bokareva) (Moskou, 8 januari 1986) is een Russisch basketbalspeelster die uitkomt voor het nationale team van Rusland. Ze werd Meester in de sport van Rusland, internationale Klasse.

## Carrière
Vidmer begon haar carrière bij Tsjevakata Vologda in 2006. In 2009 stapte ze over naar UMMC Jekaterinenburg. Met UMMC werd ze twee keer Landskampioen van Rusland in 2010 en 2011. Ook won ze in die zelfde periode twee keer de Beker van Rusland. In 2011 ging Vidmer spelen voor Dinamo Moskou. Met die club won Vidmer twee keer de EuroCup Women in 2013, 2014. In 2015 stapte Vidmer over naar Dinamo Koersk. Met die club werd Vidmer in 2016, 2018 en 2020 Bekerwinnaar van Rusland. Ook won Vidmer de EuroLeague Women in 2017 en werd tweede om het Landskampioenschap van Rusland. Ook won ze met Dinamo de FIBA Europe SuperCup Women in 2017. In 2019 verloor Vidmer de finale om de EuroLeague Women. Ze verloren van UMMC Jekaterinenburg uit Rusland met 67-91. In 2023 ging ze spelen voor  Jenisej Krasnojarsk. Met Rusland won Vidmer goud op het Europees Kampioenschap in 2011. Ook won Vidmer goud met Rusland 3×3 op het Europese Spelen Basketball 3×3 in 2015. Ze won brons op de FIBA 3×3 Europe Cup in 2016.

## Privé
In 2009 trouwde ze met Vsevolod Vidmer en veranderde haar naam van Bokareva naar Vidmer. In januari 2015 vierde ze de geboorte van haar zoon.

## Erelijst
- Landskampioen Rusland: 2
  - Winnaar: 2010, 2011
- Bekerwinnaar Rusland: 5
  - Winnaar: 2010, 2011, 2016, 2018, 2020
  - Runner-up: 2017, 2019
- EuroLeague Women: 1
  - Winnaar: 2017
  - Runner-up: 2019
- EuroCup Women: 2
  - Winnaar: 2013, 2014
- FIBA Europe SuperCup Women: 1
  - Winnaar: 2017
- Europees Kampioenschap: 1
  - Goud: 2011
- Europees Basketbal 3x3: 1
  - Goud: 2015